# Миронов, Пётр Григорьевич
Пётр Григо́рьевич Миро́нов (род. 20 июня 1956, Киев) — советский и украинский актёр театра и кино, режиссёр, писатель, поэт, журналист и радиоведущий.
Заслуженный артист Российской Федерации (2004). Лауреат и дипломант нескольких Международных театральных фестивалей, в том числе Шотландского (Эдинбург) и Пакистанского (Лахор). Обладатель бронзового диплома на Международном театральном форуме «Золотой Витязь» («Москва, 2012) за моноспектакль Евгений Онегин» (шелест страниц романа в двух частях).

## Биография
В 1978 г. окончил Московский государственный институт театрального искусства (ГИТИС им. А. В. Луначарского, ныне Российский институт театрального искусства).
С 1978 по 1984 гг. — актёр Калининского (Тверского) театра.
С 1984 по 1994 гг. — актёр Театра «Золотые ворота» (Киев).
Создатель, актёр и режиссёр Театра «Астрея» при Доме актёра (Киев).
С 1998 г. по сей день — актёр Киевского академического театра Драмы и комедии на левом берегу Днепра.
За тридцать с лишним лет работы в разных театрах были сыграны такие полярные образы, как Христос и Чёрт, Ленин и Гумилёв, Яго и Врубель, Гамлет и Хлестаков, Дон Гуан и Вуди Аллен и многие другие.

## Театральные работы

#### Тверской драматический театр
- «Жестокие игры» (А. Арбузов) — Терентий
- «Отпуск по ранению» (И. Кондратьев) — Володька Канаев
- «Смотрите, кто пришёл!» (В. Арро) — Кинг

#### Киевский Театр поэзии («Золотые Ворота»)
- «Калигула» (А. Камю) — Калигула

#### Театр драмы и комедии на левом берегу Днепра
- 1998 — «Рогоносец» (Ф. Кроммелинк) — муж Флоранс
- 1998 — «Игра о влюблённом ростовщике» (по пьесе Ж.-Б. Мольера «Скупой») — Брендавуан
- 1998 — «Каприз принцессы» (С. Цыпин) — садовник, второй глашатай
- 1998 — «Дура» (М. Ашар) — Жульен Мористан
- 1999 — «Идеальный муж» (О. Уайльд) — Лорд Горинг
- 1999 — «Что вы потеряли в чужих снах?» (по пьесе М. Фриша «Санта Крус») — взволнованный
- 1999 — «Як лис доцарювався» (пьеса Яр. Яроша по мотивам сказки И. Франко) — Вовчик
- 2000 — «Анна Каренина» (Л. Н. Толстой) — Константин Левин
- 2001 — «Ах, мой милый Августин» (пьеса П.Энзиката по мотивам сказок Х. К. Андерсена) — королевский изобретатель
- 2002 — «Любовь времён Людовика» (по пьесе Ж.-Б. Мольера «Жорж Данден, или Одураченный муж») — Любен
- 2002 — «Женитьба» (Н. В. Гоголь) — Анучкин
- 2003 — «Корсиканка» (И. Губач) — Попилтон, Генерал Гурго
- 2003 — «Тайна страсти жгучей» (по пьесе Э. Ростана «Романтики») — Паскино
- 2004 — «Наш городок» (Т. Уайлдер) — ведущий, Саймон Стимсон
- 2004 — «Тайны королевского дворца» (Л. Жуховицкий) — министр
- 2005 — «Ромео и Джульетта» (У. Шекспир) — Граф Парис
- 2006 — «Очередь» (А.Мардань) — профессор
- 2006 — «Голубчики мои!..» (по произведениям Ф. М. Достоевского и А.Володина) — Беляев
- 2007 — «Розовый мост» (по роману Р. Д. Уоллера «Мосты округа Мэдисон») — Вилли
- 2008 — «Том Сойер» (пьеса Яр. Стельмаха по роману Марка Твена «Приключения Тома Сойера») — Меф Поттер, Джеф Тетчер
- 2010 — «Возвращение блудного отца» (И. Ноябрёв) — муж сестры
- 2011 — «Поздно пугать…» (по пьесе В. Сигарева «Божьи коровки возвращаются на землю») — Кулёк
- 2011 — «Высшее благо на свете» (по пьесе И. Тургенева «Месяц в деревне») — Ислаев
- 2012 — «26 комнат» (по пьесе А. Чехова «Леший») — Вафля
- 2012 — «Войцек. Карнавал плоти» (по пьесе Г. Бюхнера «Войцек») — Доктор
- 2013 — «Чего хотят женщины?» (сценическая версия А. Билоуса по комедиям «Женщины в народном собрании», «Лисистрата», «Мир», «Ахарняне») — Блепир
- 2014 — «С любимыми не расставайтесь!..» (по пьесе «Случайное прикосновение») — Джефф Купер, преподаватель литературы в университете

#### Дом актёра
- «Анна Ярославна» (В. Соколовский) — Король Анри, монах Филипп
- «Мужчина и женщина ищут квартиру» (М.Рощин) — мужчина
- «Адам и Ева» (по произведениям Марка Твена и П.Туррини) — Адам
- «Война богов» (Э.Парни) — Эварист
- «Любовь в Сантьяго» (по стихам Евг. Евтушенко) — поэт
- «Ахматова, Ваш выход» (П. Миронов) — Гумилёв
- «Здравствуй, общества разнообразье!..» (по стихам М.Светлова) — Светлов
- "Дальше… Дальше… Дальше… " (М.Шатров) — Ленин
- «Контракт» (С.Мрожек) — Морис
- «Отелло» (У.Шекспир) — Яго
- «Король умирает» (Э.Ионеско) — Король Беранже
- «Сыграй ещё разок» (В.Аллен) — Аллен
- «Сирано де Бержерак» (Э.Ростан) — Сирано
- «Ревизор» (Н. В. Гоголь) — Хлестаков
- «Сказ про Федота-стрельца, удалого молодца» (Л.Филатов) — Федот

#### Киевский Камерный театр
- «Заповедник» (С.Довлатов) — автор
- «Гамлет» (У.Шекспир) — Гамлет

#### Театр «Астрея»
- «Евгений Онегин» (шелест страниц романа в двух частях) (А. С. Пушкин) — автор
- «Камертон Врубеля» (по мотивам пьесы В.Соколовского)

#### КХАТ
- 2012 — «Еврейские часы» (А.Рушковский, С. Киселёв) — сутенёр, политолог

## Фильмография
- 1967 — «Второе апреля» (Украина) — Юра Фонарёв
- 1973 — Как закалялась сталь (серия 4) — Гришутка
- 1997 — «Святое семейство» (Украина) — Священник
- 2002 — «Под крышами большого города» (сериал) — Матвей, музыкант
- 2004 — «Співрозмовник» («Маленькі історії великого міста») — Герой
- 2004 — «Русское лекарство» (серия 10) — Геннадий, адвокат (эпизод)
- 2005 — Возвращение Мухтара («Кино и немцы»; серия 11) — режиссёр-наркоман
- 2007 — Возвращение Мухтара («Бермудский треугольник»; серия 58) — Комаров, врач-преступник
- 2007 — «Все должны умереть» (Украина; сериал) — Турок, сутенёр
- 2007 — «Когда её совсем не ждёшь» (Украина; сериал) — Саша
- 2007 — «Прощёное воскресенье» (Украина; ТВ) — Злой гинеколог (эпизод)
- 2007 — Русский треугольник (Грузия, Украина) — Виктор Алёшин
- 2007 — «Сыщик Путилин» («Князь ветра»; серии 5,6) — Рогов
- 2008 — «Отряд» (Россия, Украина; сериал) — охотник
- 2008 — «Про Любовь» (Россия, Украина) — эпизод
- 2008 — «Смерть шпионам. Крым» (Россия, Украина; серия 1) — Борис Ефимович Фанариотов, корреспондент
- 2008 — «Хорошие парни» (Украина; сериал) — Коронер-эксперт (эпизод)
- 2009 — «Блудные дети» (Россия, Украина) — эпизод
- 2009 — «Кукла» — эпизод
- 2009 — «Альпинист» — врач (эпизод)
- 2009 — «По закону» (Украина; «Кто следующий?»; серия 34) — Николай Рощин
- 2009 — «Чужие ошибки» («Мой папа — маньяк»; сериал) — отец-инвалид
- 2009 — «Чужие души» (ТВ) — Солнцев
- 2010 — «Правила угона» (Россия, серия 1) — врач-невропатолог
- 2010 — «Брат за брата» (серия 9) — Клоп, алкаш
- 2010 — «Вера, Надежда, Любовь» (сериал) — Жених (эпизод)
- 2010 — «Враг номер один» — врач-онколог
- 2011 — «Белые розы надежды» (серии 1, 3) — директор музыкальной школы
- 2011 — «Весна в декабре» — лже-музейщик
- 2011 — Возвращение Мухтара-7 («Бюст»; серия 54) — Автандил Петров, скульптор
- 2011 — «Экстрасенсы-детективы» («Свободный полёт»; серия 2) — Збарский, учёный-преступник
- 2011 — «Кто кому кто» (Украина) — Борис Андреевич
- 2011 — «Небесные родственники» (Украина, серия 3) — врач в больнице
- 2011 — «Кордон следователя Савельева» — антиквар
- 2011 — «Остров ненужных людей» (Россия, Украина) — тренер «Школы жизни»
- 2011 — «Сваты» (сериал) — репетитор (эпизод)
- 2011 — «Дело для двоих» — врач
- 2011—2012 — «Порох и дробь»
- 2012 — «Женский доктор» (серия 33) — цыган, руководитель ансамбля
- 2012 — «Кордон следователя Савельева» (Россия, Украина, 1-2 серии) — Осипов коллекционер

## Награды и звания
- Заслуженный артист Российской Федерации (15 января 2004 года) — за большой вклад в развитие искусства и укрепление российско-украинских культурных связей[1].